# Leioproctus erythropyga
Leioproctus erythropyga är en biart som beskrevs av Maynard 1997. Leioproctus erythropyga ingår i släktet Leioproctus och familjen korttungebin. Inga underarter finns listade i Catalogue of Life.

## Bildgalleri

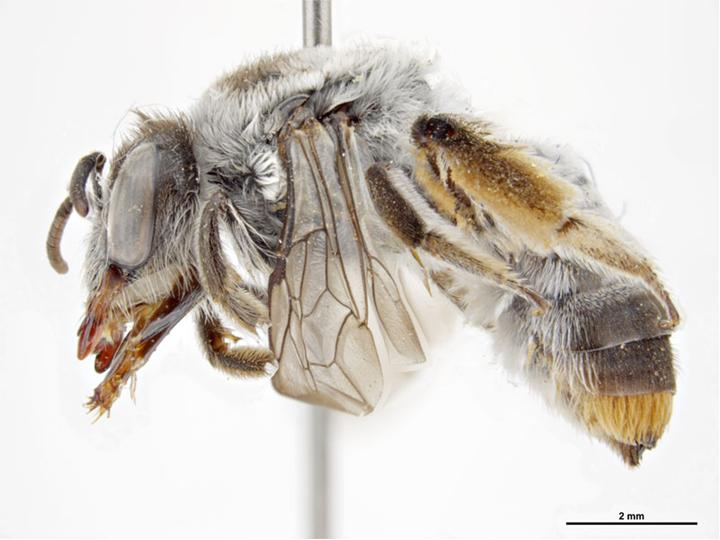
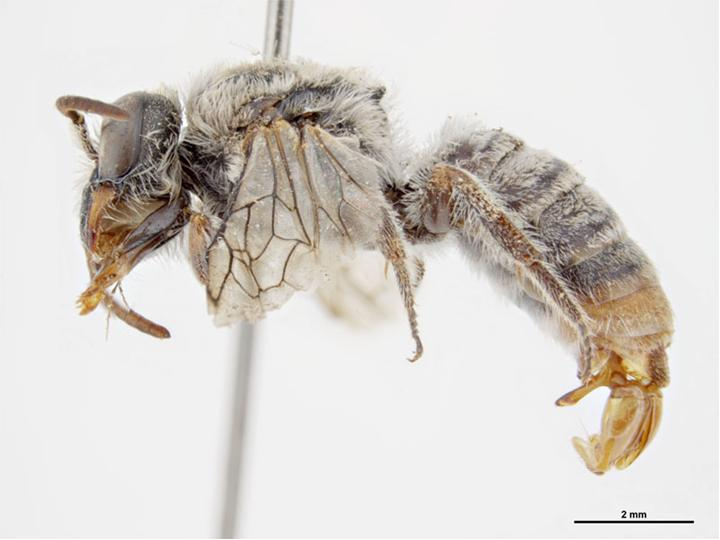